# 复微分形式
数学中，复微分形式是（复）流形上具有复系数的微分形式。
复形式在微分几何中有广泛的应用，在复流形上是十分基本的，是代数几何、凯勒几何、霍奇理论的基础；在非复流形上，也在殆复结构、旋子理论和CR结构的研究中发挥作用。
一般来说，之所以考虑复形式是因为它允许一些理想的分解。例如，复流形上任何复k形式都可唯一分解为所谓{\displaystyle (p,\ q)}形式之和，它大致是全纯坐标的p微分与其复共轭的q微分的楔。{\displaystyle (p,\ q)}形式的组合是研究的主要对象，在流形上确定了比k形式精细的几何结构。还存在更精细的结构，比如霍奇理论所应用的情形。

## 复流形上的微分形式
设M是复维度为n的复流形，则有包含n个复值函数{\displaystyle z^{1},\ \dots ,\ z^{n}}的局部坐标系，使得片（patch）之间的坐标变换是这些变量的全纯函数。复形式空间带有丰富的结构，在基础上取决于变换函数为全纯的事实，而不只是光滑。

### 1形式
先看1形式。首先，将复坐标分解为实部和虚部：{\displaystyle \forall j,\ z^{j}=x^{j}+iy^{j}}。令
{\displaystyle dz^{j}=dx^{j}+idy^{j},\quad d{\bar {z}}^{j}=dx^{j}-idy^{j},}
可见任何复系数微分形式都可唯一写成和
{\displaystyle \sum _{j=1}^{n}\left(f_{j}dz^{j}+g_{j}d{\bar {z}}^{j}\right).}
令{\displaystyle \Omega ^{1,\ 0}}为只含{\displaystyle dz}的复微分形式空间，{\displaystyle \Omega ^{0,\ 1}}为只含{\displaystyle d{\bar {z}}}的复微分形式空间。可以证明，由柯西–黎曼方程，空间{\displaystyle \Omega ^{1,\ 0},\ \Omega ^{1,\ 0}}在全纯坐标变换下稳定；即，若选择不同的全纯坐标系{\displaystyle w_{i}}，{\displaystyle \Omega ^{1,\ 0}}的元素将按旋子的方式变换，{\displaystyle \Omega ^{0,\ 1}}中的元素也如此。于是，空间{\displaystyle \Omega ^{0,\ 1},\ \Omega ^{1,\ 0}}决定了复流形上的复向量丛。

### 高次形式
复微分形式楔积的定义与实形式相同。令p、q是一对非负整数≤ n，{\displaystyle (p,\ q)}形式的空间{\displaystyle \Omega ^{p,\ q}}定义为{\displaystyle \Omega ^{1,\ 0}}中p个元素与{\displaystyle \Omega ^{0,\ 1}}中q个元素之楔积的线性组合，也就是
{\displaystyle \Omega ^{p,q}=\underbrace {\Omega ^{1,0}\wedge \dotsb \wedge \Omega ^{1,0}} _{p{\text{ times}}}\wedge \underbrace {\Omega ^{0,1}\wedge \dotsb \wedge \Omega ^{0,1}} _{q{\text{ times}}}}
其中有{\displaystyle \Omega ^{1,\ 0}}的p个因子和{\displaystyle \Omega ^{0,\ 1}}的q个因子。它们在全纯坐标变换下是不变的，于是定义了向量丛。
若{\displaystyle E^{k}}是总次数为k的所有复微分形式的空间，则{\displaystyle E^{k}}的每个元素都可唯一表为空间{\displaystyle \Omega ^{p,\ q}\ (p+q=k)}中元素的线性组合。更简洁地说，有直和分解
{\displaystyle E^{k}=\Omega ^{k,0}\oplus \Omega ^{k-1,1}\oplus \dotsb \oplus \Omega ^{1,k-1}\oplus \Omega ^{0,k}=\bigoplus _{p+q=k}\Omega ^{p,q}.}
由于此直和分解在全纯坐标变换下稳定，所以它还决定了向量丛分解。
特别地，对所有满足{\displaystyle p+q=k}的k、p、q，都有向量丛上的规范射影
{\displaystyle \pi ^{p,q}:E^{k}\rightarrow \Omega ^{p,q}.}

### 铎尔博尔算子
一般的外导数定义了截面映射{\displaystyle d:\Omega ^{r}\to \Omega ^{r+1}}：
{\displaystyle d(\Omega ^{p,q})\subseteq \bigoplus _{r+s=p+q+1}\Omega ^{r,s}}
外导数自身没有反映流形上更刚性的复结构。
用d和上小节定义的射影，可以定义铎尔博尔算子：
{\displaystyle \partial =\pi ^{p+1,q}\circ d:\Omega ^{p,q}\rightarrow \Omega ^{p+1,q},\quad {\bar {\partial }}=\pi ^{p,q+1}\circ d:\Omega ^{p,q}\rightarrow \Omega ^{p,q+1}}
要用局部坐标描述这些算子，可令
{\displaystyle \alpha =\sum _{|I|=p,|J|=q}\ f_{IJ}\,dz^{I}\wedge d{\bar {z}}^{J}\in \Omega ^{p,q}}
其中I、J是多重指标。则
{\displaystyle \partial \alpha =\sum _{|I|,|J|}\sum _{\ell }{\frac {\partial f_{IJ}}{\partial z^{\ell }}}\,dz^{\ell }\wedge dz^{I}\wedge d{\bar {z}}^{J}}
{\displaystyle {\bar {\partial }}\alpha =\sum _{|I|,|J|}\sum _{\ell }{\frac {\partial f_{IJ}}{\partial {\bar {z}}^{\ell }}}d{\bar {z}}^{\ell }\wedge dz^{I}\wedge d{\bar {z}}^{J}.}
可认为具有如下性质：
{\displaystyle d=\partial +{\bar {\partial }}}
{\displaystyle \partial ^{2}={\bar {\partial }}^{2}=\partial {\bar {\partial }}+{\bar {\partial }}\partial =0.}
这些算子及其性质形成了铎尔博尔上同调与霍奇理论中很多方面的基础。
复流形的星形域上，铎尔博尔算子具有对偶同伦算子，是来自d的同伦算子的分裂，这是复流形上的庞加莱引理的一部分内容。
{\displaystyle {\bar {\partial }},\ \partial }的庞加莱引理可以进一步推广到局部{\displaystyle \partial {\bar {\partial }}}引理，指出d正合复微分形式也是{\displaystyle \partial {\bar {\partial }}}正合的。在紧凯勒流形上，局部{\displaystyle \partial {\bar {\partial }}}引理有一个全局形式，称作{\displaystyle \partial {\bar {\partial }}}引理。这是霍奇理论的结果，指出：全局d正合的复微分形式（即在德拉姆上同调中的类是零）是全局{\displaystyle \partial {\bar {\partial }}}正合的。

### 全纯形式
对每个p，全纯p形式是丛{\displaystyle \Omega ^{p,\ 0}}的全纯截面。局部坐标系中，全纯p形式可以写作
{\displaystyle \alpha =\sum _{|I|=p}f_{I}\,dz^{I}}
其中{\displaystyle f_{I}}是全纯函数。等价地，由复共轭的独立性，当且仅当{\displaystyle (p,\ 0)}形式α满足下式时，是全纯的：
{\displaystyle {\bar {\partial }}\alpha =0.}
全纯p形式的层常常写作{\displaystyle \Omega ^{p}}，不过这种写法有歧义，所以很多人会用其他写法。